# Neuendettelsau
Neuendettelsau est une commune allemande de Bavière, dans l'arrondissement d'Ansbach et le district de Moyenne-Franconie.

## Géographie

Situation de Neuendettelsau (en rouge) dans l'arrondissement d'Ansbach

Neuendettelsau est située à 28 km au sud-ouest de Nuremberg et à 18 km à l'est d'Ansbach, le chef-lieu de l'arrondissement.
Plusieurs communes ont fusionné avec Neuendettelsau dans les années 1970 : Bechhofen en 1971, Aich, Haag, Wollersdorf, Wernsbach et Altendettelsau en 1972.

## Histoire
La première mention écrite de Neuendettelsau apparaît en 1141 dans un document émanant du Pape Innocent II, donnant le village au monastère cistercien de Heilsbronn. Il est ensuite la propriété des familles von Seckindorf puis von Eyb.
Neuendettelsau rejoint le royaume de Bavière en 1806 et est érigé en commune en 1818.

## Démographie
Village de Neuendettelsau avant les fusions avec les communes avoisinantes :
| 1897  | 1910  | 1933  | 1939  | 1961  | 1970  |
| ----- | ----- | ----- | ----- | ----- | ----- |
| 1 260 | 1 934 | 2 568 | 2 910 | 5 268 | 5 509 |

Commune de Neuendettelsau dans ses limites actuelles :
| 1910  | 1933  | 1939  | 1950  | 1961  | 1970  | 1979  | 2003  | 2009  |
| ----- | ----- | ----- | ----- | ----- | ----- | ----- | ----- | ----- |
| 3 208 | 3 799 | 4 076 | 5 659 | 6 185 | 6 525 | 6 740 | 7 729 | 7 809 |

## Jumelage
- Treignac (France) depuis 1996